# Generazione bellezza
Generazione bellezza è un programma televisivo italiano di divulgazione artistico-culturale, in onda su Rai 3 dal 6 gennaio 2020 e condotto da Emilio Casalini.

## Il programma
Il programma si occupa di presentare il patrimonio artistico e culturale, discutendo su come potrebbe essere meglio valorizzato. Il conduttore viaggia per l'Italia in cerca di storie riguardanti persone che si propongono di rendere fruibile ed accessibile a tutti la bellezza che li circonda.

## Edizioni
| Edizione | Anno      | Conduzione      | Periodo          | Periodo         | Puntate |
| Edizione | Anno      | Conduzione      | Inizio           | Fine            | Puntate |
| -------- | --------- | --------------- | ---------------- | --------------- | ------- |
| 1ª       | 2020      | Emilio Casalini | 6 gennaio 2020   | 10 gennaio 2020 | 5       |
| 2ª       | 2021-2022 | Emilio Casalini | 25 dicembre 2021 | 6 luglio 2022   | 15      |
| 3ª       | 2023      | Emilio Casalini | 20 marzo 2023    | 14 aprile 2023  | 20      |
| 4ª       | 2024      | Emilio Casalini | 18 marzo 2024    | 12 aprile 2024  | 20      |
| 5ª       | 2025      | Emilio Casalini | 16 giugno 2025   | 14 luglio 2025  | 20      |